# SN 2010az
SN 2010az – supernowa typu Ia odkryta 16 lutego 2010 roku w galaktyce A125659-1737. W momencie odkrycia miała maksymalną jasność 17,70m.